# Liste von Burgen, Schlössern und Festungen im Département Haut-Rhin
Die Liste von Burgen, Schlössern und Festungen im Département Haut-Rhin listet bestehende und abgegangene Anlagen im Département Haut-Rhin auf. Das Département zählt zur Region Grand Est in Frankreich.

Wappen des Départements Haut-Rhin (68)
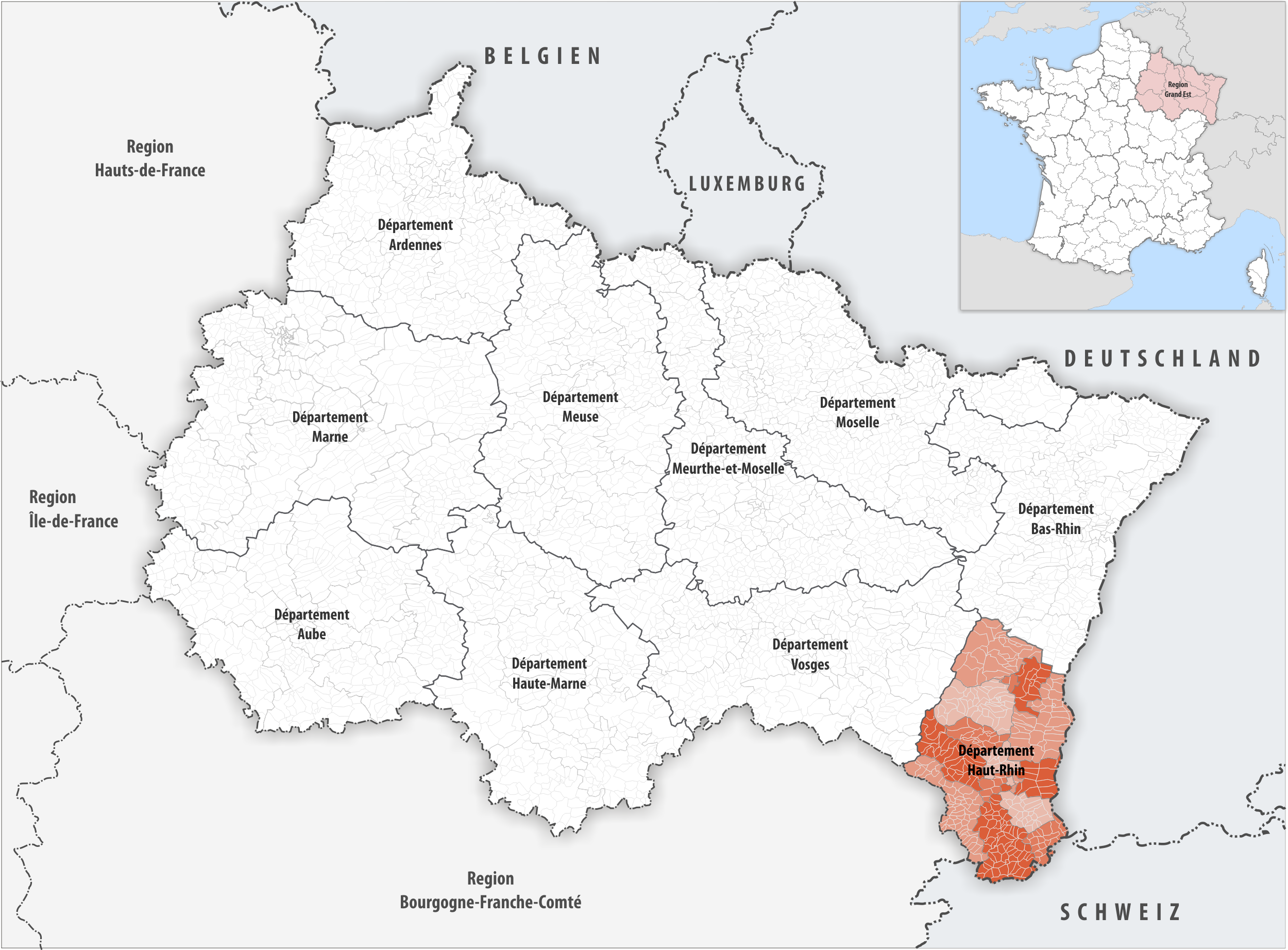
Lage des Départements Haut-Rhin in der Region Grand Est
Lage der Region Grand Est in Frankreich

## Liste
Bestand am 3. Februar 2022: 128
| Name deu / fra                                                                        | Gemeinde / Lage                     | Typ (Untertyp)               | Bemerkungen                                                                                              | Bild |
| ------------------------------------------------------------------------------------- | ----------------------------------- | ---------------------------- | --- | ---- |
| Burg Altkirch Château d'Altkirch                                                      | Altkirch 47,624381° N, 7,238555° O  | Burg                         | Befand sich an der heutigen Stelle der Kirche Notre-Dame, wurde im 19. Jahrhundert endgültig abgerissen. |      |
| Schloss Les Andlau Château des Andlau                                                 | Wittenheim                          | Schloss                      | |      |
| Burg Aspach-le-Haut Château d'Aspach-le-Haut                                          | Aspach-le-Haut                      | Burg                         | Ruine |      |
| Burg Bas-Hattstatt Château de Bas-Hattstatt                                           | Hattstatt                           | Burg                         | Abgegangen                                                                                               |      |
| Schloss Baudry Château Baudry                                                         | Wattwiller                          | Schloss                      | |      |
| Motte Bergholtz Motte castrale de Bergholtz                                           | Bergholtz                           | Burg (Motte)                 | Abgegangen                                                                                               |      |
| Burg Bilstein Château de Bilstein                                                     | Riquewihr                           | Burg                         | Ruine |      |
| Burg Le Blochmont Château du Blochmont                                                | Kiffis                              | Burg                         | Ruine |      |
| Schloss Blotzheim Château de Blotzheim                                                | Ranspach-le-Bas / Blotzheim         | Schloss                      | Heute Missionarsschule (collège des missions)                                                            |      |
| Burg Blumenstein Château du Blumenstein                                               | Soultzmatt                          | Burg                         | Ruine |      |
| Schloss Bollweiler Château de Bollwiller                                              | Bollwiller                          | Schloss                      | |      |
| Schloss Brunck de Freundeck Château Brunck de Freundeck                               | Gueberschwihr                       | Schloss                      | |      |
| Burg Bucheneck Château de Bucheneck                                                   | Soultz-Haut-Rhin                    | Burg                         | Heute ein Historisches Museum                                                                            |      |
| Burgthalschloss Château de Burgthalschloss                                            | Soultzbach-les-Bains                | Burg                         | Ruine im Herrenwald                                                                                      |      |
| Schloss Burrus Château Burrus                                                         | Sainte-Croix-aux-Mines              | Schloss                      | |      |
| Burg Butenheim Château de Butenheim                                                   | Petit-Landau                        | Burg                         | Ruine |      |
| Palast des souveränen Rates vom Elsass Palais du Conseil souverain d'Alsace           | Colmar                              | Schloss (Palais)             | Heute das Tribunal de grande instance der Stadt Colmar                                                   |      |
| Dagsburg Château de Dagsbourg                                                         | Eguisheim                           | Burg                         | Ruine, Teil der Drei Exen                                                                                |      |
| Schloss Dornach Château de Dornach (Château Zu-Rhein)                                 | Mülhausen 47,744059° N, 7,312298° O | Schloss                      | Im Stadtteil Dornach                                                                                     |      |
| Burg Drachenfels Château de Drachenfels                                               | Vieux-Thann                         | Burg                         | Abgegangen                                                                                               |      |
| Burg Egisheim Château de Saint-Léon-Pfalz (Saint-Léon, Bas-Eguisheim)                 | Eguisheim                           | Burg                         | In der Ortsmitte mit neoromanischer St.-Leo-Kapelle                                                      |      |
| Engelburg Château d'Engelbourg (Engelsburg)                                           | Thann                               | Burg                         | Ruine |      |
| Motte Folgensbourg Château de Folgensbourg                                            | Folgensbourg                        | Burg (Motte)                 | Abgegangen                                                                                               |      |
| Burg Freundstein Château de Freundstein                                               | Goldbach-Altenbach                  | Burg                         | Ruine |      |
| Schloss Friedberg Château de Friedbourg                                               | Saint-Amarin                        | Schloss                      | Neues Schloss auf alten Burgfundamenten                                                                  |      |
| Burg Gestion Château de Gestion (Chestion)                                            | Labaroche                           | Burg                         | Abgegangen                                                                                               |      |
| Gigersburg Château du Gigersbourg (Girsberg-au-Val, Girsberg-Schänzel)                | Wihr-au-Val                         | Burg                         | Abgegangen                                                                                               |      |
| Burg Girsberg Château du Girsberg                                                     | Ribeauvillé                         | Burg                         | Ruine |      |
| Schloss Gohr Château de Gohr                                                          | Wattwiller                          | Schloss                      | |      |
| Burg Griechenfels Château du Griechenfels (Altschloss)                                | Soultzmatt                          | Burg                         | Ruine |      |
| Burgstall Guebwiller Château du Burgstall                                             | Guebwiller                          | Burg                         | Ruine |      |
| Burg Guémar Château de Guémar                                                         | Guémar                              | Burg                         | Abgegangen                                                                                               |      |
| Gutenburg Château de Judenbourg                                                       | Le Bonhomme                         | Burg                         | Ruine |      |
| Schloss Hagenbach Château Hagenbach                                                   | Wattwiller                          | Schloss                      | |      |
| Burg Hageneck Château de Hagueneck                                                    | Wettolsheim                         | Burg                         | Ruine |      |
| Burg Hagenthal Château fort de Hagenthal                                              | Hagenthal-le-Bas                    | Burg                         | Abgegangen                                                                                               |      |
| Schloss Hagenthal Château de la famille d'Eplingen                                    | Hagenthal-le-Bas                    | Schloss                      | |      |
| Burg Haneck Château de Haneck                                                         | Soultzbach-les-Bains                | Burg                         | Ruine |      |
| Burg Hartfelsen Château de Hartfelsen (Hartfelsenschloss)                             | Soultz-Haut-Rhin                    | Burg                         | Ruine, wenige Reste im Wald                                                                              |      |
| Schloss Hartmannsweiler Château de Hartmannswiller                                    | Hartmannswiller                     | Schloss                      | |      |
| Schloss Hattstatt-Schauenbourg Château des Hattstatt-Schauenbourg                     | Soultzbach-les-Bains                | Schloss                      | |      |
| Schloss Heeckeren d’Anthès Château Heeckeren d'Anthès                                 | Soultz-Haut-Rhin                    | Schloss                      | |      |
| Schloss Hegenheim Château de Hegenheim                                                | Hégenheim                           | Schloss                      | Erbaut 1737                                                                                              |      |
| Schloss Heidweiler Château de Heidwiller                                              | Heidwiller                          | Schloss                      | |      |
| Burg Herrenfluh Château du Herrenfluh (Herrenflüh)                                    | Uffholtz / Wattwiller               | Burg                         | Ruine |      |
| Grafenschloss Hirsingen Château des comtes de Montjoie-Hirsingue                      | Hirsingue                           | Schloss                      | Während der Revolution 1789 zerstört                                                                     |      |
| Motte Hirtzbach Motte castrale de Hirtzbach                                           | Hirtzbach                           | Burg (Motte)                 | Abgegangen                                                                                               |      |
| Burg Hirtzenstein Château de Hirtzenstein                                             | Wattwiller                          | Burg                         | Abgegangen                                                                                               |      |
| Motte Hoheburg Motte castrale de Hohenbourg                                           | Traubach-le-Haut                    | Burg (Motte)                 | Abgegangen                                                                                               |      |
| Burg Hoh-Eckerich Château de Haut-Échery                                              | Sainte-Croix-aux-Mines              | Burg                         | Ruine |      |
| Burg Hohenpfirt Château de Ferrette                                                   | Ferrette                            | Burg                         | Ruine |      |
| Burg Hoh-Hattstatt Château de Haut-Hattstatt                                          | Hattstatt                           | Burg                         | Ruine |      |
| Burg Hohlandsberg Château du Haut-Landsbourg                                          | Wintzenheim                         | Burg                         | Ruine |      |
| Burg Hohnack Château du Hohnack (petit Hohnack)                                       | Labaroche                           | Burg                         | Ruine |      |
| Burg Hohrappoltstein Château du Haut-Ribeaupierre                                     | Ribeauvillé                         | Burg                         | Ruine |      |
| Burg Hohrupf Château du Hohrupf                                                       | Lautenbachzell                      | Burg                         | Ruine |      |
| Schloss Horburg Château de Horbourg                                                   | Horbourg-Wihr                       | Schloss                      | Ruine |      |
| Burg Hugstein Château du Hugstein                                                     | Buhl / Guebwiller                   | Burg                         | Ruine |      |
| Festung Hüningen Forteresse de Huningue                                               | Huningue                            | Festung                      | |      |
| Burg Husenburg Château du Husenbourg                                                  | Lautenbachzell / Linthal            | Burg                         | Ruine |      |
| Schloss Husseren Château d'Husseren                                                   | Husseren-les-Châteaux               | Schloss                      | In gutem Zustand                                                                                         |      |
| Schloss Ifs Château des Ifs                                                           | Kaysersberg Vignoble                | Schloss                      | Im Ortsteil Kientzheim                                                                                   |      |
| Schloss Isenburg Château d'Isenbourg                                                  | Rouffach                            | Schloss                      | Heute ein Hotel                                                                                          |      |
| Motte Issenheim Motte castrale de Issenheim                                           | Issenheim                           | Burg (Motte)                 | Abgegangen                                                                                               |      |
| Burg Jungholtz Château de Jungholtz                                                   | Jungholtz                           | Burg                         | Ruine |      |
| Burg Kaysersberg Château de Kaysersberg (Schlossberg)                                 | Kaysersberg Vignoble                | Burg                         | Ruine, oberhalb von Kaysersberg                                                                          |      |
| Burg Kœstlach Site fortifié du Kastelberg                                             | Kœstlach / Mœrnach                  | Burg (Bronze- und Eisenzeit) | Abgegangen                                                                                               |      |
| Schloss Lacour Château Lacour                                                         | Sainte-Marie-aux-Mines              | Schloss (Villa)              | |      |
| Burg Landskron Château du Landskron                                                   | Leymen 47,488453° N, 7,490411° O    | Burg                         | Ruine |      |
| Burg Laubeck Château du Laubeck                                                       | Soultzbach-les-Bains                | Burg                         | Ruine |      |
| Burg Liebenstein Château de Liebenstein                                               | Liebsdorf                           | Burg                         | Ruine |      |
| Motte Manspach Motte féodale de Manspach                                              | Manspach                            | Burg (Motte)                 | Abgegangen                                                                                               |      |
| Martinsburg Château de Martinsbourg (Saint-Martin)                                    | Wettolsheim                         | Burg                         | Abgegangen                                                                                               |      |
| Motte Meyenheim Motte castrale de Meyenheim                                           | Meyenheim                           | Burg (Motte)                 | Abgegangen                                                                                               |      |
| Burg Meywihr Château de Meywihr                                                       | Ammerschwihr                        | Burg                         | Ruine |      |
| Burg Le Mittelbourg Château du Mittelbourg (Storckenhaus)                             | Gueberschwihr                       | Burg                         | |      |
| Burg Mörsberg Château du Morimont (Mörsburg)                                          | Oberlarg                            | Burg                         | Ruine |      |
| Schloss Neuenburg Château de la Neuenbourg                                            | Guebwiller                          | Schloss                      | |      |
| Festung Neuf-Brisach Citadelle de Neuf-Brisach                                        | Neuf-Brisach                        | Festung                      | |      |
| Burgstall Oberlinger Château d'Oberlinger                                             | Guebwiller                          | Burg                         | Abgegangen                                                                                               |      |
| Schloss Ollweiler Château d'Ollwiller                                                 | Wuenheim                            | Schloss                      | Weingut                                                                                                  |      |
| Schloss Orschwihr Château d'Orschwihr                                                 | Orschwihr                           | Schloss                      | |      |
| Motte Ostein Motte castrale de Ostein                                                 | Issenheim                           | Burg (Motte)                 | Abgegangen                                                                                               |      |
| Pflixburg Château du Pflixbourg (Blicksburg)                                          | Wintzenheim                         | Burg                         | Ruine |      |
| Motte Pulversheim Motte castrale de Pulversheim                                       | Pulversheim                         | Burg (Motte)                 | Abgegangen                                                                                               |      |
| Motte Rantzweiler Motte castrale de Rantzwiller                                       | Rantzwiller                         | Burg (Motte)                 | Abgegangen                                                                                               |      |
| Burg Reichenberg Château de Reichenberg                                               | Bergheim                            | Burg                         | |      |
| Schloss Reichenstein Château de Reichenstein                                          | Kaysersberg Vignoble                | Schloss                      | Im Ortsteil Kientzheim                                                                                   |      |
| Burg Reichenstein Château de Reichenstein                                             | Riquewihr                           | Burg                         | Ruine |      |
| Schloss Reinach Château de Reinach (Château de Hirtzbach)                             | Hirtzbach                           | Schloss                      | Mit großem Park (Parc de Reinach)                                                                        |      |
| Burg Rheinegg Château de Reineck (Reineck, Reinec, Rinegg)                            | Leymen                              | Burg                         | Abgetragen, Steine wurden für die Burg Landskron verwendet                                               |      |
| Burg Ribeauvillé Château du Ribeauvillé (Château Bas des Ribeaupierre)                | Ribeauvillé                         | Burg                         | Abgegangen                                                                                               |      |
| Burg Rimbachzell Château de Schlossbuckel                                             | Rimbachzell                         | Burg                         | Abgegangen                                                                                               |      |
| Burg Ringelstein Château de Ringelstein                                               | Masevaux-Niederbruck                | Burg                         | Ruine |      |
| Stadtbefestigung Reichenweier Château de Riquewihr (Reichenweiher, Reichenweyer)      | Riquewihr                           | Burg (Stadtbefestigung)      | Die Befestigungsanlagen um die Altstadt sind nahezu komplett erhalten                                    |      |
| Motte Saint-Ulrich Motte castrale de Saint-Ulrich                                     | Saint-Ulrich                        | Burg (Motte)                 | Abgegangen                                                                                               |      |
| Burg Sainte-Croix-en-Plaine Château de Sainte-Croix-en-Plaine                         | Sainte-Croix-en-Plaine              | Burg                         | Abgegangen                                                                                               |      |
| Burg Schrankenfels Château du Schrankenfels                                           | Soultzbach-les-Bains                | Burg                         | Ruine |      |
| Burg Schwarzenberg Château de Schwar(t)zenbourg                                       | Griesbach-au-Val                    | Burg                         | Ruine |      |
| Schloss Schweighouse-Thann Château de Schweighouse-Thann                              | Schweighouse-Thann                  | Schloss                      | Abgegangen                                                                                               |      |
| Schloss Schwendi Château de Lupfen-Schwendi                                           | Kaysersberg Vignoble                | Schloss                      | Im Ortsteil Kientzheim                                                                                   |      |
| Sonnenburg Château du Sonnenbourg                                                     | Wihr-au-Val                         | Burg                         | Abgegangen                                                                                               |      |
| Motte Spechbach Motte castrale de Spechbach                                           | Spechbach                           | Burg (Motte)                 | Abgegangen                                                                                               |      |
| Burg Staufenberg Château du Staufen (Girsberg-Staufen)                                | Wihr-au-Val                         | Burg                         | Abgegangen                                                                                               |      |
| Herrenhaus Steinbrunn-le-Bas Château de Steinbrunn-le-Bas                             | Steinbrunn-le-Bas                   | Schloss (Herrenhaus)         | |      |
| Herrenhaus Steinbrunn-le-Haut Château de Steinbrunn-le-Haut                           | Steinbrunn-le-Haut                  | Schloss (Herrenhaus)         | Heute das Rathaus                                                                                        |      |
| Burg Stettenberg Château du Stettenberg (Altschloss)                                  | Orschwihr                           | Burg                         | Ruine |      |
| Störenburg Château de Stoerenbourg (Burg Waldstein)                                   | Husseren-Wesserling                 | Burg                         | Ruine |      |
| Schloss La Thumenau Château de la Thumenau                                            | Plobsheim                           | Schloss                      | |      |
| Ulrichsburg Château de Saint-Ulrich                                                   | Ribeauvillé                         | Burg                         | Die Ulrichsburg ist die größte stauferzeitliche Burgruine im Oberelsass.                                 |      |
| Burg Unterlinger Château d'Unterlinger                                                | Guebwiller                          | Burg                         | Abgegangen                                                                                               |      |
| Schloss Les Vignacourt Château des Vignacourt                                         | Courtavon                           | Schloss                      | War im Mittelalter eine Motte                                                                            |      |
| Schloss Wagenburg Château Wagenbourg                                                  | Soultzmatt                          | Schloss                      | Weingut                                                                                                  |      |
| Wahlenburg Château de Wahlenbourg                                                     | Husseren-les-Châteaux               | Burg                         | Ruine, Teil der Drei Exen                                                                                |      |
| Schloss Walbach Château de Walbach (Girsberg-Walbac)                                  | Walbach                             | Schloss                      | |      |
| Burg Waldeck Château du Waldeck                                                       | Leymen                              | Burg                         | Ruine |      |
| Burg Wasserberg Château de Wassenberg                                                 | Wasserbourg                         | Burg                         | Abgegangen                                                                                               |      |
| Stadtbefestigung Wattwiller Tours de Wattwiller                                       | Wattwiller                          | Burg (Türme und Befestigung) | |      |
| Burg Weckenberg Château de Weckenberg                                                 | Wattwiller                          | Burg                         | Abgegangen                                                                                               |      |
| Burg Weckenthal Château du Weckenthal                                                 | Berrwiller                          | Burg                         | Abgegangen                                                                                               |      |
| Burg Weckmund Château du Weckmund                                                     | Husseren-les-Châteaux               | Burg                         | Ruine, Teil der Drei Exen                                                                                |      |
| Burg Wettolsheim Château du Wettolsheim                                               | Wettolsheim                         | Burg                         | Abgegangen                                                                                               |      |
| Burg Wildenstein Château de Wildenstein (Château du Schlossberg)                      | Kruth                               | Burg                         | Ruine |      |
| Burg Wineck Château du Wineck                                                         | Katzenthal                          | Burg                         | Ruine |      |
| Motte Wittenheim Motte castrale du Wittenheim                                         | Wittenheim                          | Burg (Motte)                 | Abgegangen                                                                                               |      |
| Grafenschloss von Württemberg-Mömpelgard Château des comtes de Montbéliard-Wurtemberg | Riquewihr                           | Schloss                      | Heute Museum der Kommunikation                                                                           |      |
| Burg Zellenberg Château de Zellenberg                                                 | Zellenberg                          | Burg                         | Abgegangen                                                                                               |      |
| Schloss Les Zorn Château des Zorn                                                     | Plobsheim                           | Schloss                      | Hatte eine Burg oder Motte als Vorgänger, heute eine Schule                                              |      |